# فرودگاه تک‌بانده بوتوپاسی
فرودگاه تک‌بانده بوتوپاسی (به انگلیسی: Botopassi Airstrip) یک فرودگاه همگانی با کد یاتا BTO است . این فرودگاه در کشور سورینام قرار دارد .